# Wapen van Hitzum

Wapen van Hitzum

Het wapen van Hitzum is het dorpswapen van het Nederlandse dorp Hitzum, in de Friese gemeente Waadhoeke. Het wapen werd in 2016 in geregistreerd.

## Beschrijving
De blazoenering van het wapen in het Fries luidt als volgt:
trepfoarmich trochsnien: A. dield: 1. yn blau in omwende ôfskuorde ielreagerkop fan sulver mei swarte eachstreek; 2. yn read in ôfskuorde ielreagerkop fan sulver mei swarte eachstreek; B. yn goud in griene stilearre útskuorde prommebeam, mei tsien pearse fruchten.
De Nederlandse vertaling luidt als volgt: 
trapvormig doorsneden: A. gedeeld: 1. in blauw een omgewende afgescheurde blauwe reigerkop van zilver met zwarte oogstreep; 2. in rood een afgescheurde blauwe reigerkop van zilver met zwarte oogstreep; B. in goud een groene gestileerde uitgescheurde pruimenboom, met tien paarse vruchten.
De heraldische kleuren zijn: azuur (blauw), zilver (zilver), sabel (zwart), keel (rood), goud (goud), sinopel (groen) en purper (purper).

## Symboliek
- Trapvormige tweedeling: duidt op de Roorda State in het dorp.[1]
- Kleurstelling: ontleend aan de kleuren van de plaatselijk kaatsvereniging. Het goud verwijst eveneens naar de Roorda State.[1]
- Reigerkoppen: staan voor de grote reigerkolonie die aanwezig is in de omgeving van het dorp.[1]
- Pruimemboom: afkomstig van het logo van dorpsbelang en symbool voor de hoven rond het dorp.[1]

## Zie ook

Vlag van Hitzum